# Statua di Livia Drusilla
La statua di Livia Drusilla è una scultura dall'inizio del secolo I d. C. che rappresenta la moglie dell'imperatore Augusto. È conservata nel Museo Archeologico Nazionale di Madrid.

## Storia
La statua è stata trovata nel 1860 negli scavi di Paestum, finanziati dal marchese di Salamanca.
L'opera rappresenta Livia Drusilla (57 - 29 a. C.), terza moglie del imperatore Augusto, e figlia di Marco Livio Druso Claudiano, morto nella battaglia di Filippi. Livia fu divinizzata sotto l'imperatore Claudio, suo nipote.

## Fonti
- García y Bellido, A. La Livia y el Tiberio de Paestum, en el Museo Arqueológico Nacional de Madrid, Archivo Español de Arqueología 19, nº 63, 1946, págs. 145-148.
- Scheda nella web del Museo Archeologico Nazionale di Madrid, su mcu.es.